# Alesagem

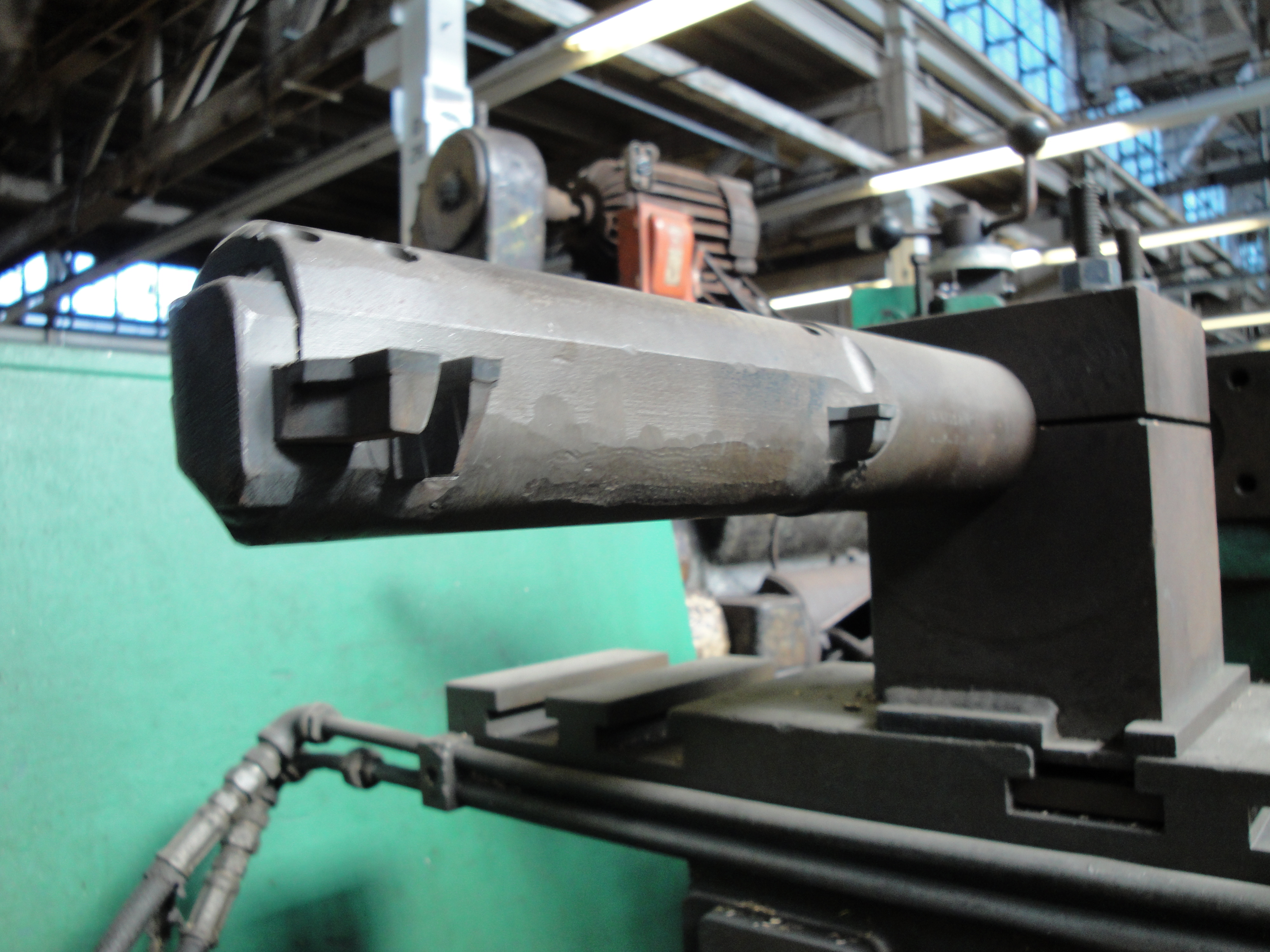
Visão parcial de uma barra de alesagem.

Em usinagem, alesagem (português brasileiro) ou fresagem (português europeu), é o processo de modificação do diâmetro interno de um cilindro. Este processo é usado na fabricação de canhões, assim como antes de outros processos de fabricação de tubos de aço, foi utilizado para a produção de armas de menor porte, como as espingardas. Diz-se também do fenômeno relacionado da alteração de diâmetro interno de um cilindro de motor de combustão interna, em função da ação do pistão.
A primeira máquina operatriz alesadora foi inventada por John Wilkinson em 1775.